# Big Bertha (palo de golf)
Big Bertha es el nombre con el que Callaway Golf bautizó a una de sus líneas de palos de golf. El nombre proviene de la pieza de artillería alemana de la Primera Guerra Mundial, Big Bertha o "Berta la gorda" en alemán.
Desde su creación en 1991, la empresa ha creado varias líneas de palos utilizando derivaciones del nombre original, como Great Big Bertha o Biggest Big Bertha